# Saints
Saints ist eine Commune déléguée in der französischen Gemeinde Beautheil-Saints mit 1334 Einwohnern (Stand: 1. Januar 2019) im Département Seine-et-Marne in der Region Île-de-France. Die Einwohner werden Saintois und Saintoises genannt.
Die Gemeinde Saints wurde am 1. Januar 2019 mit Beautheil zur Commune nouvelle Beautheil-Saints zusammengeschlossen. Sie hat seither den Status einer Commune déléguée. Die Gemeinde Saints gehörte zum Arrondissement Meaux und zum Kanton Coulommiers.

## Geographie
Saints liegt etwa 53 Kilometer ostsüdöstlich von Paris am Fluss Aubetin. Umgeben wurde die Gemeinde Saints von den Nachbargemeinden Mouroux im Norden, Coulommiers im Nordosten, Beautheil im Osten, Vaudoy-en-Brie im Südosten, Touquin im Süden und Südwesten, Faremoutiers und Mauperthuis im Westen sowie Saint-Augustin im Nordwesten.

## Bevölkerungsentwicklung
| Jahr                      | 1962 | 1968 | 1975 | 1982 | 1990  | 1999  | 2006  | 2013  |
| Einwohner                 | 609  | 529  | 569  | 709  | 1.007 | 1.173 | 1.266 | 1.361 |
| Quelle: Cassini und INSEE |      |      |      |      |       |       |       |       |

## Sehenswürdigkeiten
- Kirche Saint-Martin
- Schloss Coteaux